# Chromatoiulus montivagus
Chromatoiulus montivagus är en mångfotingart som beskrevs av Karl Wilhelm Verhoeff 1901. Chromatoiulus montivagus ingår i släktet Chromatoiulus och familjen kejsardubbelfotingar. Inga underarter finns listade i Catalogue of Life.